# Cleome magnifica
Cleome magnifica är en paradisblomsterväxtart som beskrevs av Briquet. Cleome magnifica ingår i släktet paradisblomstersläktet, och familjen paradisblomsterväxter. Inga underarter finns listade i Catalogue of Life.